# 광주 증심사 석조보살입상
광주 증심사 석조보살입상(光州 證心寺 石造菩薩立像)은 광주광역시 동구 운림동에 있는 고려시대의 불상이다. 1989년 3월 20일 광주광역시의 유형문화재 제14호로 지정되었다.

## 개요
9세기 중엽에 철감선사가 창건한 증심사에 범자7층석탑과 나란히 서 있는 이 석상은 본래 담양군 남면 정곡리 서봉사터에 있던 것을 고(故) 현준호씨가 사재를 들여 이곳으로 옮겨온 것으로 기록되어 있다.
전체 높이 2.05m의 이 석불입상은 머리에 높은 원통형의 보관을 쓰고 있으며, 얼굴은 타원형으로 갸름하여 우아한 기품을 나타내고 있다. 목에 목걸이를 새겨 장식했으며, 옷은 왼쪽 어깨를 감싸 자연스럽게 흘러내리고 있다. 손은 왼손을 굽혀서 왼쪽 가슴에 올려놓았고, 오른손은 편 채로 내려뜨려 오른쪽 대퇴부 바깥쪽으로 붙이고 있다. 원형의 대좌(臺座)는 상·중·하대석 및 지대석을 모두 갖추고 있으며 연꽃무늬가 새겨져 있다.
오대산 월정사 석조보살좌상(보물 제139호)과 같이 높은 원통형 보관을 쓰고 있다는 점이 특징인 이 석불입상은 세부표현이 간략해진 고려시대의 작품으로 추정된다.

## 현지 안내문
이 불상은 고려시대에 만든 것으로 원래 담양군 남면 정곡리 서봉사지에 있었던 것을 이곳으로 옮겨온 것으로 전해진다.
상·중·하의 대석과 바닥돌을 갖추고 머리에는 원통형의 보관을 쓰고 있으며 얼굴은 갸름하면서도 은은한 웃음을 끼고 있어 우아한 기품을 나타낸다. 대석에 새겨진 화려한 연꽃무늬와 몸에 장식한 목걸이, 부드러우면서도 고운 옷무늬의 선은 따뜻한 숨결을 느끼게 한다.
원통형의 높은 보관을 쓰고 있는 형상은 국보 제124호 한송사석조보살좌상, 보물 제139호 월정사석조보살좌상 등에서도 찾아볼 수 있다.

## 같이 보기
- 강릉 한송사지 석조보살좌상 (국보 제124호)
- 평창 월정사 석조보살좌상 (보물 제139호)

## 참고 자료
- 증심사석조보살입상 - 국가유산청 국가유산포털